# 고전압

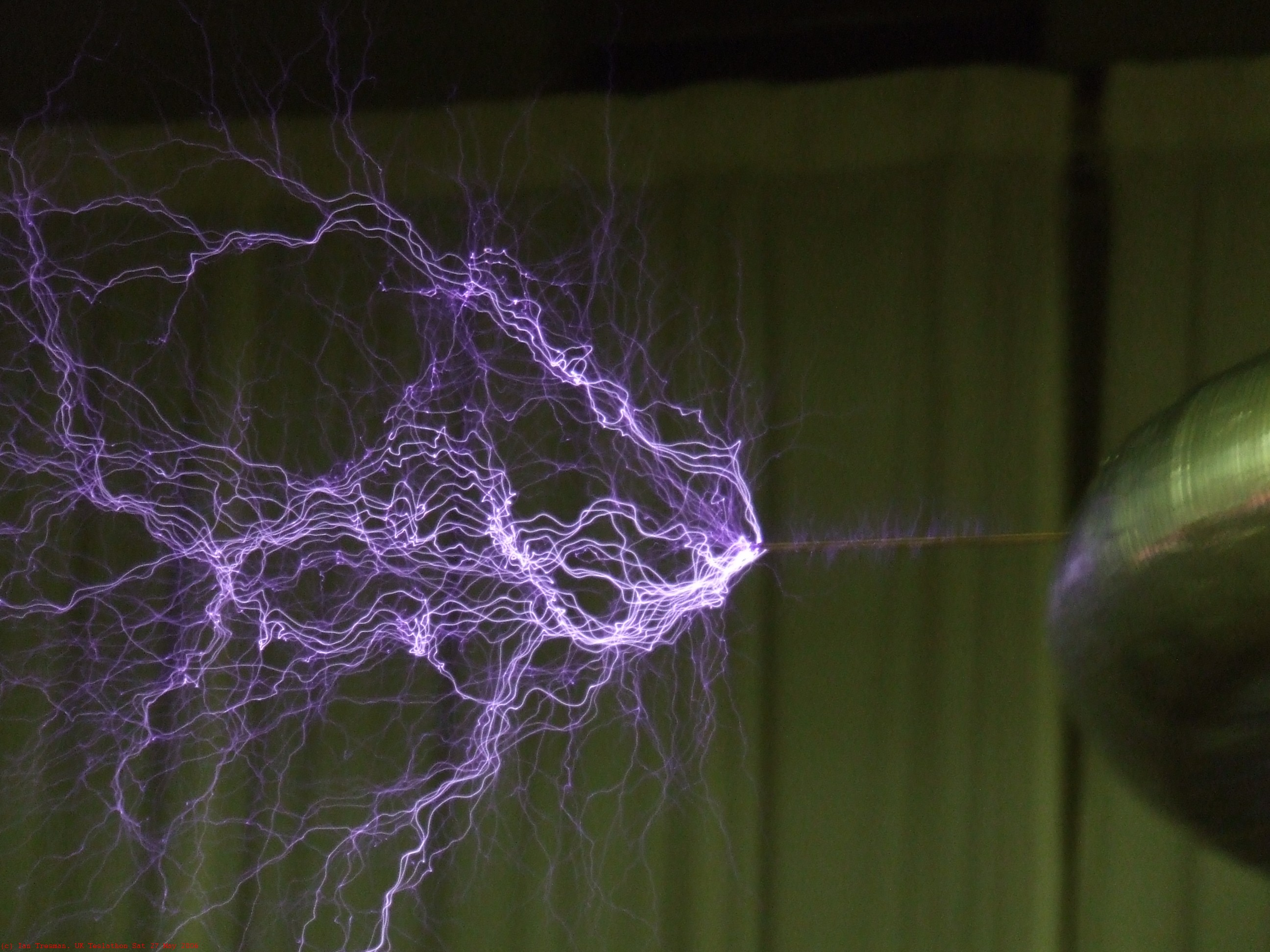
고전압은 전기적 고장을 일으킬 수 있으며, 이는 테슬라 코일에서 흐르는 플라즈마 필라멘트에서 볼 수 있듯이 전기 방전을 일으킬 수 있다.

고전압(High voltage) 전기란 부상이나 손상을 일으킬 수 있을 만큼 큰 전위를 말한다. 특정 산업에서 고전압은 특정 임계값 이상의 전압을 의미한다. 고전압을 전달하는 장비 및 도체는 특별한 안전 요구 사항 및 절차를 보장한다.
고전압은 전력 분배, 음극선관, 엑스선 및 입자빔 생성, 전기 아크 생성, 점화, 광전 증배관, 고출력 증폭기 진공관 및 기타 산업 분야, 그리고 군사 및 과학 응용에 사용된다.

## 같이 보기
- 충전소
- 전기공학
- 송전
- 초고압직류송전
- 테슬라 코일